# Ботанический сад (станция МЦК)
Ботани́ческий сад — остановочный пункт Малого кольца Московской железной дороги, обслуживающий маршрут городского электропоезда — Московское центральное кольцо. В рамках транспортной системы Московского центрального кольца обозначается как «станция», хотя фактически не является железнодорожной станцией ввиду отсутствия путевого развития.
Открыт 10 сентября 2016 года вместе с открытием пассажирского движения электропоездов МЦК. Назван по находящемуся неподалёку Главному ботаническому саду им. Н. В. Цицина РАН.

## Расположение и пересадки
Платформа Ботанический сад находится на границе районов Свиблово и Ростокино Северо-Восточного административного округа. Выходы со станции — к проезду Серебрякова и 1-й улице Леонова. Имеется уличная пересадка на одноимённую станцию метро Ботанический сад Калужско-Рижской линии, вестибюль которой расположен в непосредственной близости от платформы. Пассажиры метрополитена и МЦК могут пересаживаться между линиями с осуществлением билетного контроля, но без дополнительного списывания поездки в течение 90 минут с момента первого прохода, если пассажир сохранил и при пересадке приложил билет, использованный им ранее для входа.

## Технические особенности
Пассажирский остановочный пункт МЦК включает в себя две высокие платформы с полукруглыми навесами — береговую и островную. Береговая платформа однопутная и используется для остановки электропоездов, следующих по часовой стрелке; островная двухпутная, внутренний путь используется для остановки электропоездов, следующих против часовой стрелки. Вход на платформы осуществляется через подземный пешеходный переход, оканчивающийся крытыми стеклянными наземными вестибюлями по бокам от платформы. В подземный переход интегрирован кассово-турникетный павильон, от которого имеются выходы к платформам.
Платформа оборудована турникетами, которые начали действовать с 11 октября 2016 года по окончании бесплатного месяца функционирования МЦК. Для осуществления прохода и гашения поездок используются единые транспортные карты Московского транспорта, используемые также для проезда в метрополитене и наземном городском транспорте.

## Пассажиропоток
Из 31 станции МЦК Ботанический сад занимает третье место по популярности. В 2017 году средний пассажиропоток по входу и выходу составил 35 тыс. чел. в день и 1060 тыс. чел. в месяц. В 2016 году после месяца бесплатного проезда по МЦК средний пассажиропоток в будни составлял 17,7 тысяч человек.

## Перспективы
В 2018 году близ станции планировалось строительство подземного пешеходного тоннеля, который должен был связать её с северным вестибюлем одноимённой станции метро и 1-й улицей Леонова.
Станция МЦК «Ботанический сад» станет[когда?]

 частью одноимённого транспортно-пересадочного узла, в состав которого войдёт также одноимённая станция метро Калужско-Рижской линии, автовокзал, перехватывающая парковка и автобусные остановки. Транспортно-пересадочный узел «Ботанический сад» планировалось построить к 2018—2019 годам.[уточнить] Проект ТПУ разработан японской компанией Nikken Sekkei. Он будет включать жилые комплексы, комплексы апартаментов, гостиницу, общественно-деловой, офисный и торговый центры.

## Наземный общественный транспорт
На этой станции можно пересесть на следующие маршруты городского пассажирского транспорта:
- Автобусы: 33, 61, 71, 134, 154, 428, 518, 533, с595, 603, 628, 789, н6

## Фотогалерея
| - Вход в подземный переход, ведущий на платформу - Лестница входа в подземный переход - Островная платформа (для поездов следующих против часовой стрелки) - Вход на станцию метро Калужско-Рижской линии вблизи платформы |